# باري بيشوب (متسلق جبال)
باري بيشوب (بالإنجليزية: Barry Bishop)‏ هو متسلق جبال أمريكي، ولد في 13 يناير 1932 في سينسيناتي في الولايات المتحدة، وتوفي في 24 سبتمبر 1994 في بوكاتيلو في الولايات المتحدة.

## وصلات خارجية
- باري بيشوب على موقع الموسوعة البريطانية (الإنجليزية)